# 布迪谢 (洪恰里夫斯凯市镇)
51°17′51″N 30°46′7″E / 51.29750°N 30.76861°E
布迪謝（烏克蘭語：Будище）是位於烏克蘭北部切爾尼戈夫州裏切爾尼戈夫區洪恰里夫斯凯市镇的村莊，始建於1924年，面積0.33平方公里，海拔高度121米，2001年人口50，人口密度每平方公里151.98人。